# Nodul rutier Porte de Bagnolet

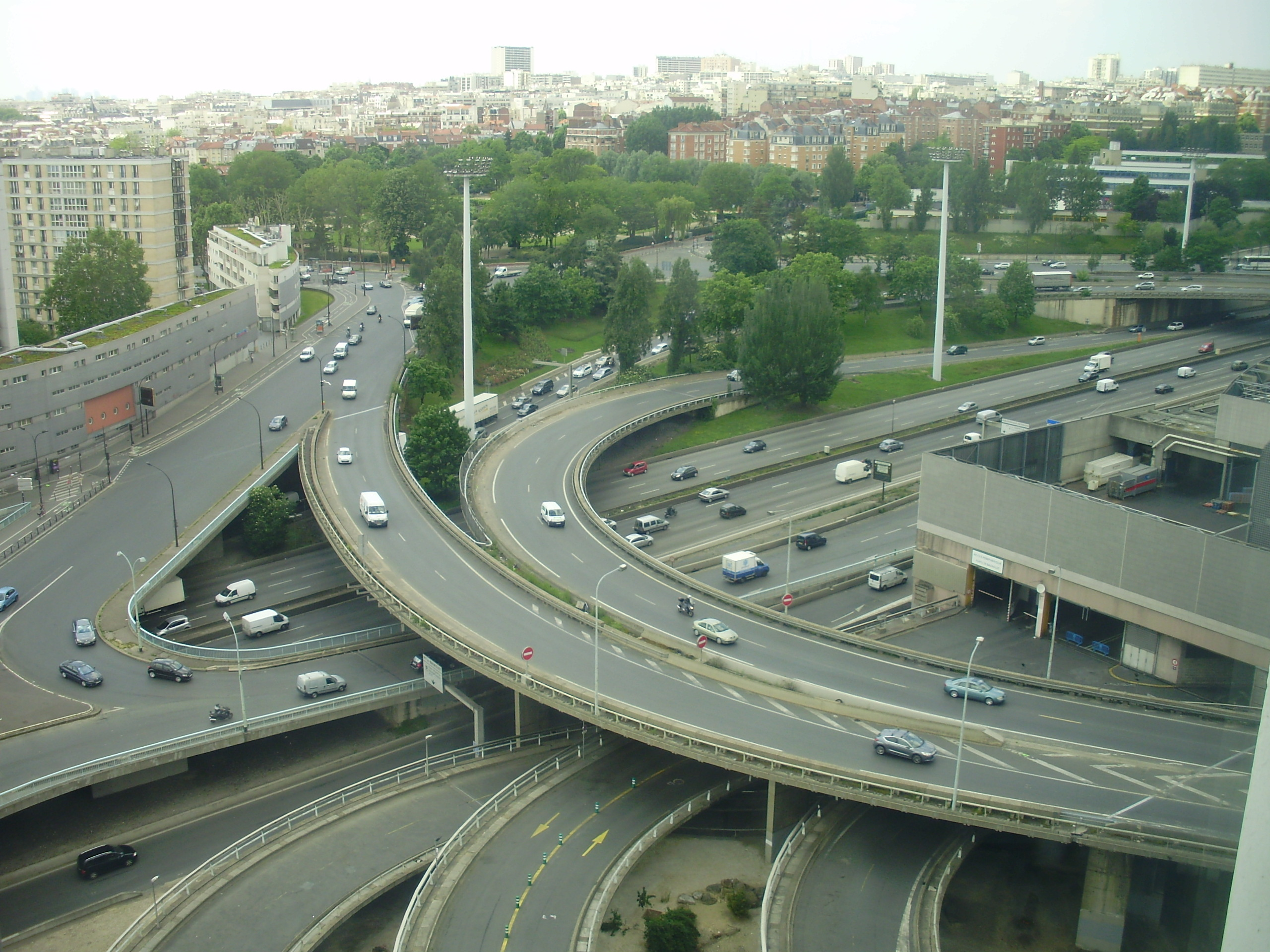
Nodul rutier de la poarta Bagnolet. Vehiculele din prim-plan se îndreaptă spre autostrada A3.

Nodul rutier Porte de Bagnolet este un nod rutier situat pe bulevardul periferic al Parisului, în Franța.

## Istorie
Principiul construirii acestui ansamblu a fost luat în considerare de consiliul general al Senei la 11 aprilie 1962. Inițial, parcarea și autogara trebuiau construite de o parte și de alta a rampelor de legătură dintre autostradă și bulevardul periferic: o clădire de 7.500 m² în nord, destinată exclusiv parcării, și o clădire în sud de 6.500 m² care să găzduiască autogara la parter, un parcaj pe etaje și spații cu destinație administrativă sau comercială pe fațada sud-est.
Însă, în ciuda unui prim vot favorabil la 22 decembrie 1961, orașul Bagnolet decide să profite de oportunitatea acestui nod rutier pentru a reamenaja cartierul și a construi un pol de atracție regional în domeniul locurilor de muncă, comerțului și al activităților de agrement. În noul plan, parcarea, autogara și stația de metrou sunt poziționate în interiorul rampelor de acces, și nu în exteriorul lor.
Lucrările de inginerie civilă încep în mai 1966 și se încheie la începutul anului 1969. După instalarea echipamentelor, complexul este inaugurat la 1 decembrie 1969
Realizarea acestui proiect, denumit „complexul de schimburi de la Poarta Bagnolet”, a necesitat colaborarea mai multor entități contractante: statul, pentru autostradă și rampele sale de legătură; departamentul, pentru parcarea semi-îngropată cu 2.200 de locuri pe trei niveluri; RATP, pentru stația de metrou și autogară; iar orașul Paris, pentru amenajările legate de tronsonul bulevardului periferic cu o lungime de 525 de metri.
Departamentul Seine-Saint-Denis a fost desemnat ca unic responsabil cu execuția lucrărilor, iar conducerea studiilor și a lucrărilor a fost încredințată serviciului departamental de poduri și șosele (serviciu descentralizat al statului care a precedat direcțiile departamentale de echipamente, înființate abia în martie 1967), în coordonare cu arhitectul urbanist al orașului Bagnolet.
Serge Lana este arhitectul nodului rutier; el l-a conceput după o călătorie de studii la Dallas (Statele Unite ale Americii).

## Descriere

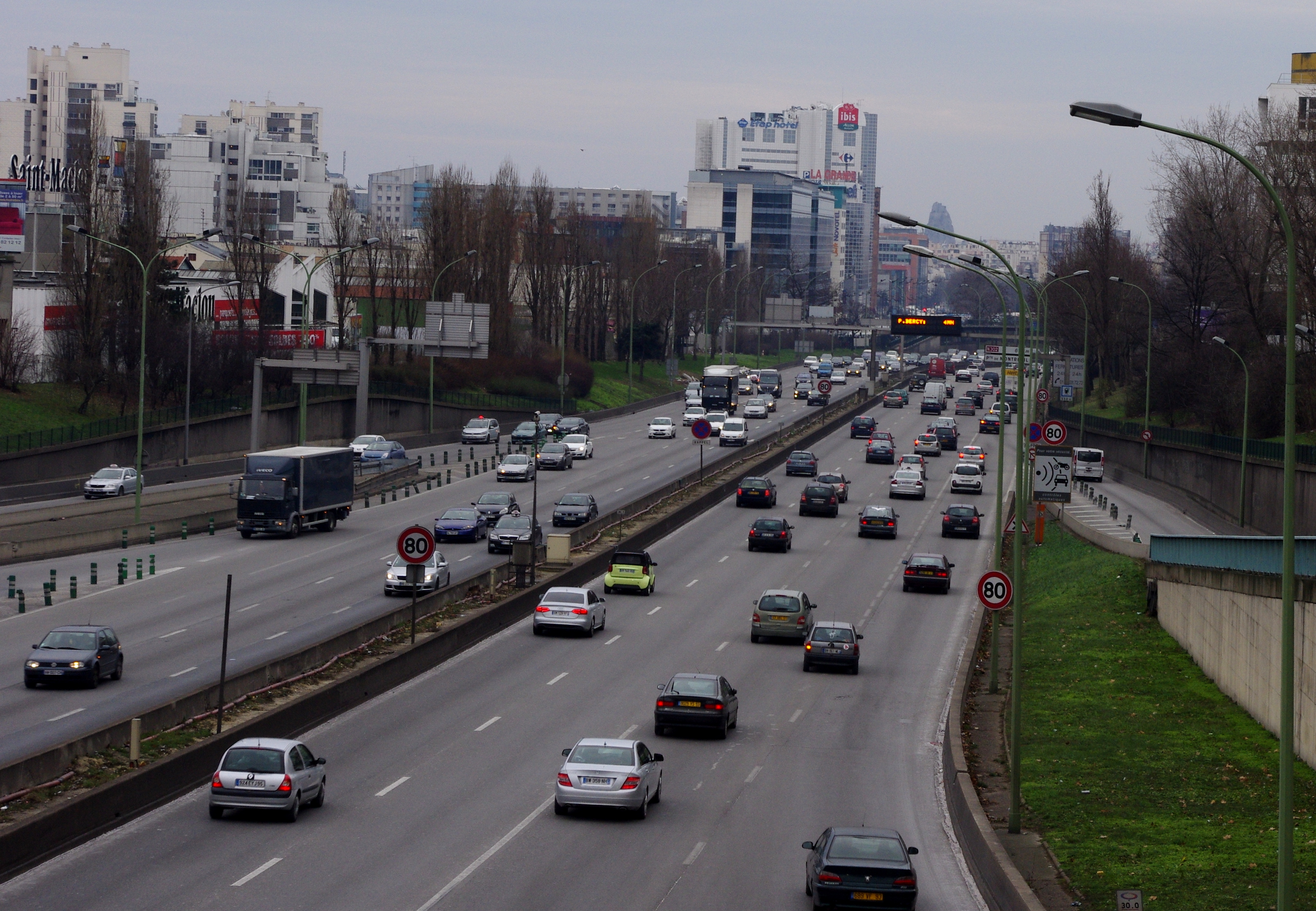
Vedere de pe podul de pe avenue Cartellier, la sud de nodul rutier, în direcția porții Montreuil.

Nodul rutier de la poarta Bagnolet este un complex rutier care, în ciuda complexității sale, are căi de circulație dispuse doar pe două niveluri. Acesta cuprinde în total 19 poduri și viaducte diferite, însumând o lungime totală de 2.300 de metri și o suprafață de tablier de 19.000 m². Ansamblul este construit în jurul unei parcări de interes regional, asociată cu o autogară.
Două grupuri a câte trei bretele permit realizarea schimburilor între autostrada A3 și, pe de o parte, rețeaua rutieră locală, iar pe de altă parte, bulevardul periferic: bretelele B și C se racordează în intrare pe bulevardul periferic, iar bretelele F și G asigură ieșirea spre autostradă. Bretela D face legătura între autostradă și rețeaua rutieră locală din Parisul intra muros, în dreptul bulevardului Ibsen. La rândul ei, breteaua H se racordează în intrare pe autostradă dinspre avenue Cartellier.
Aceste grupuri de bretele sunt flancate de două alte bretele care deservesc parcarea: breteaua N la nord și breteaua Q la sud. Aceasta din urmă se subdivide în trei bretele, care permit accesul la nivelurile superior, median și inferior ale parcării.

## Impact asupra mediului

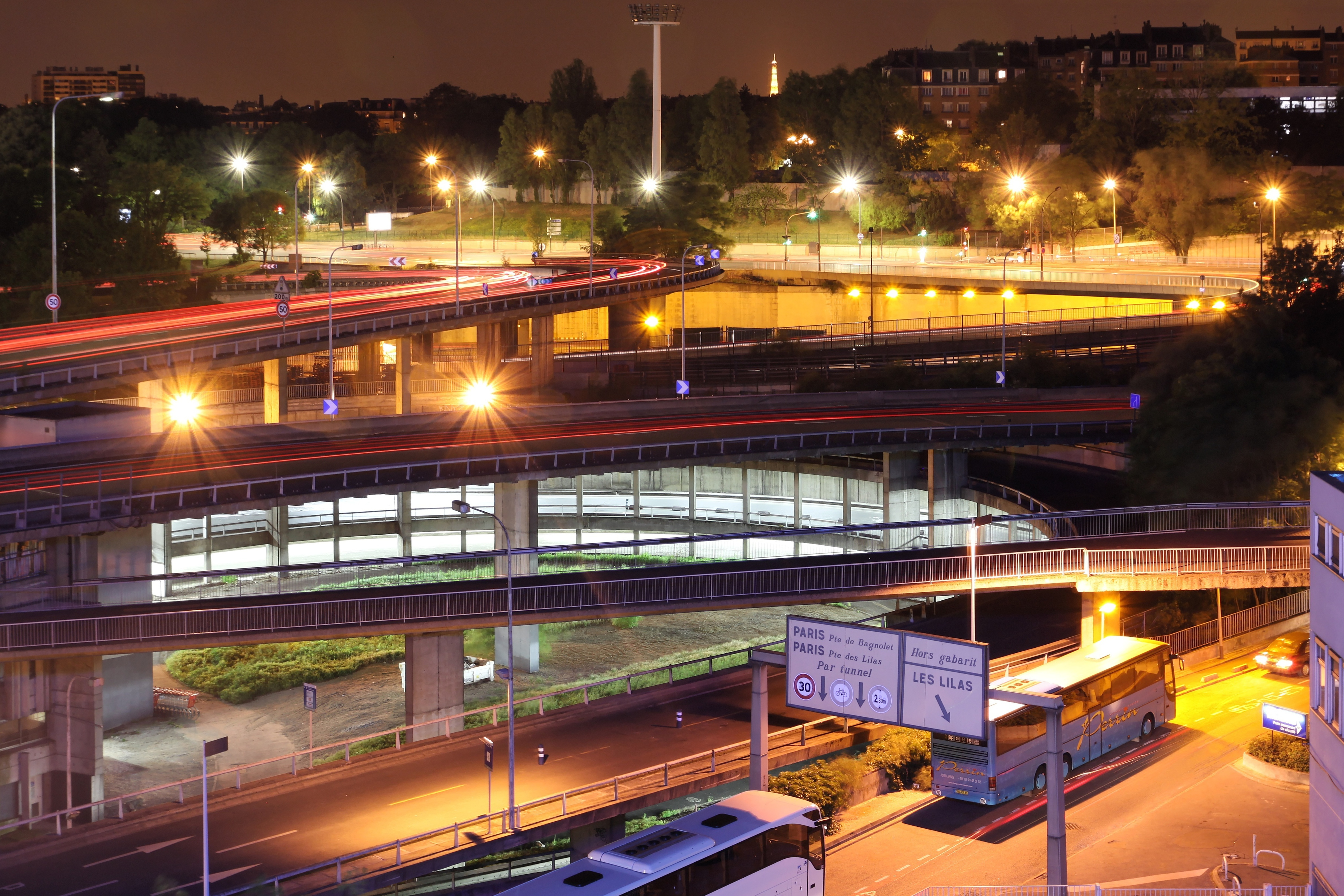
Nodul rutier de la poarta Bagnolet, văzut din hotelul Ibis, în 2009.

Organismul de supraveghere a calității aerului din Île-de-France, Airparif, a instalat o rețea de stații de măsurare permanente care permit cuantificarea diferiților poluanți în aceste zone, elaborarea de hărți ale poluării și evaluarea evoluției în timp. În paralel, se realizează studii specifice pentru a evalua dispersia poluanților în funcție de distanța față de sursa de emisie.
În ceea ce privește bulevardul periferic, un studiu a fost realizat în 2005 în apropierea nodului rutier de la poarta Bagnolet, cu scopul de a evalua impactul unui mare nod rutier urban. Acest studiu a arătat că impactul traficului de la acest nod este încă detectabil în ceea ce privește nivelurile de dioxid de azot până la 400 de metri de centrul nodului. La nivelul nodului rutier, poluarea este de două până la trei ori mai ridicată decât media ambientală.
Din cauza acestei probleme, precum și a stării generale a cartierului (zgomot, spații abandonate etc.), viitorul nodului rutier face obiectul unor dezbateri între aleși începând din 2019, unele proiecte prevăzând desființarea sa sau reducerea dimensiunii acestuia.